# Vélo Francette
La Vélo Francette ist die Bezeichnung der Veloroute Nr. 43 im französischen Schema der Radwanderwege und Voies Vertes (Grünen Wege). Sie startet in Ouistreham (Calvados) und endet nach 630 km in La Rochelle (Charente-Maritime) und verbindet dabei die Normandie mit dem Atlantik.

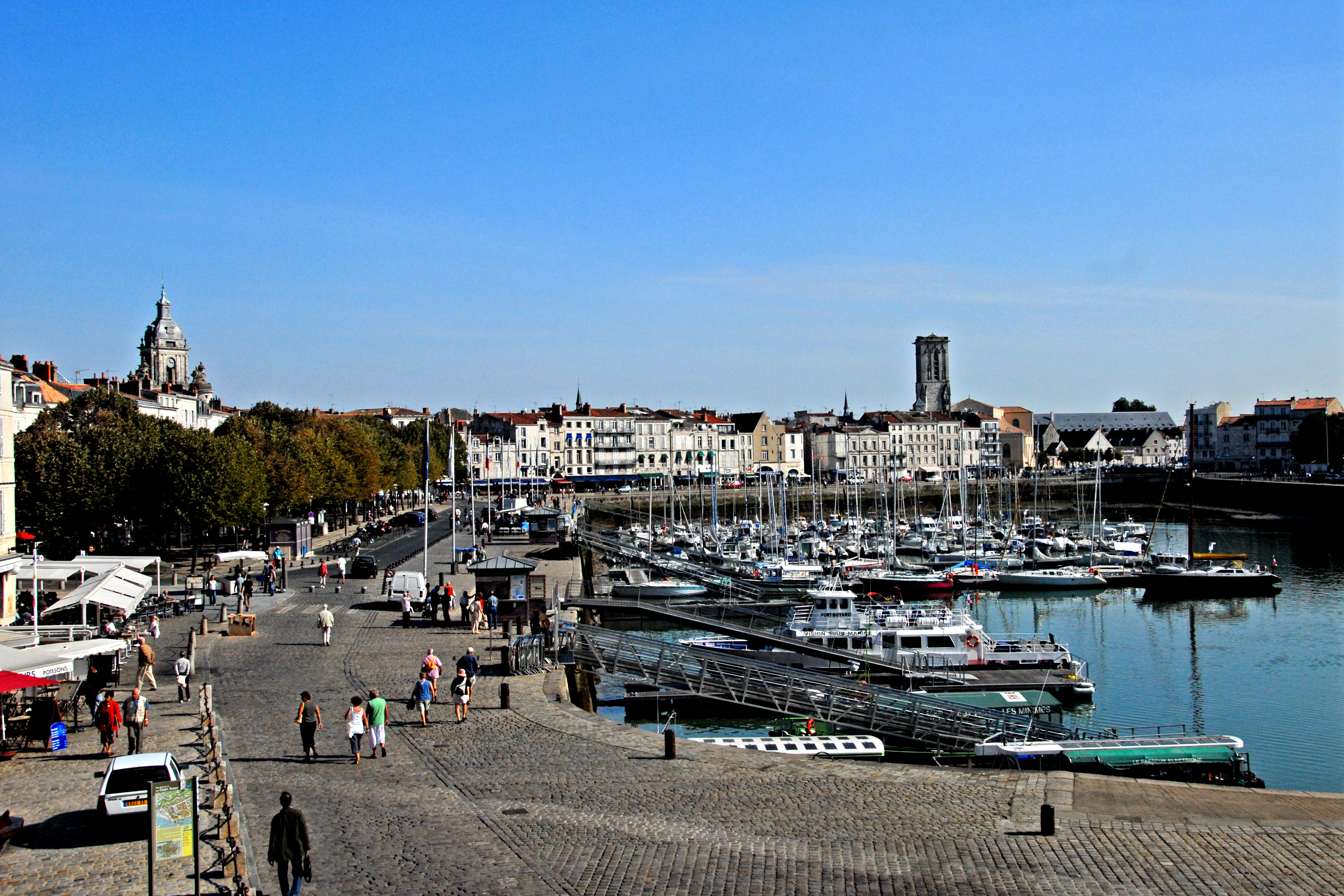
Vieux Port in La Rochelle, von Südwest
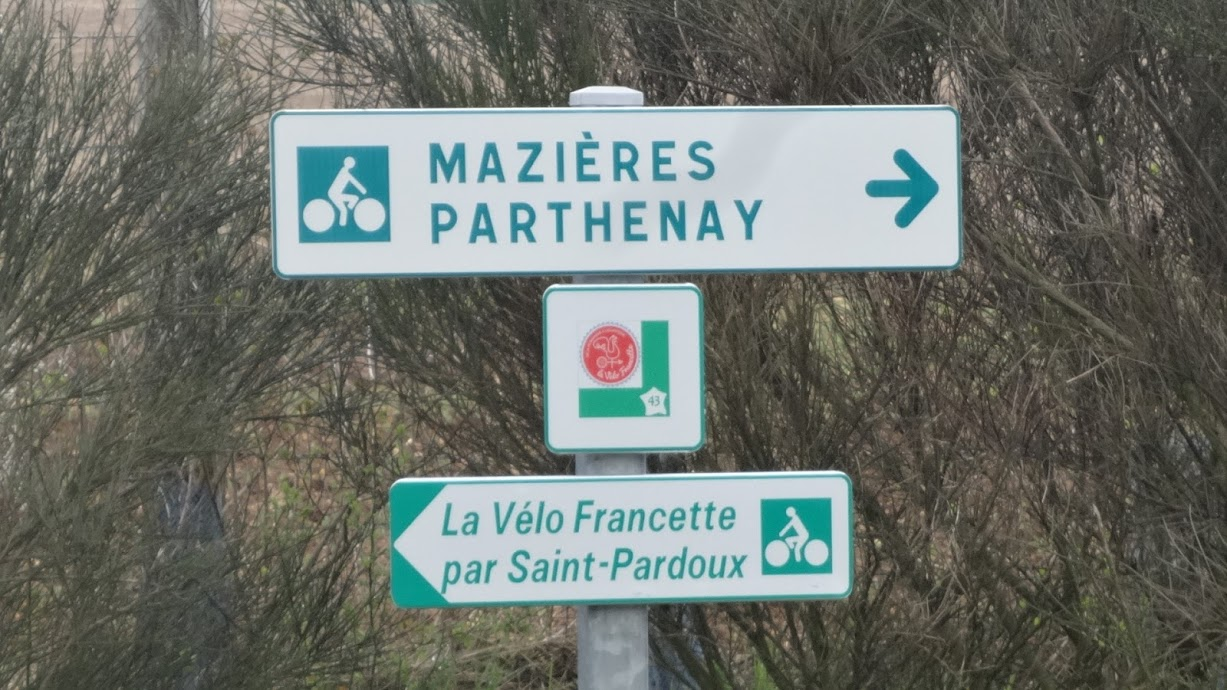
Wegweiser

Die Route verläuft durch die französischen Regionen Normandie, Pays de la Loire und Poitou-Charentes und führt durch die regionalen Naturparks Normandie-Maine, Loire-Anjou-Touraine und Marais Poitevin.
Große Bahnhöfe entlang der Strecke sind in Caen, Laval, Angers, Niort und La Rochelle.
Auf der Webseite von La Vélo Francette wird in einem Podcast (französisch) eine Porträtserie über Handwerker, Bauern und Unternehmer rund um La Vélo Francette angeboten.